# Clavaleyres
Clavaleyres est une ancienne commune et une localité de la ville de Morat, située dans le district fribourgeois du Lac, en Suisse.

## Géographie
Avant son rattachement au canton de Fribourg, le territoire de Clavaleyres faisait partie du canton de Berne. Il n'était pas contigu au reste du canton : Clavaleyres était enclavé entre le canton de Fribourg et le canton de Vaud.
Selon l'Office fédéral de la statistique, Clavaleyres mesure 0,98 km2 . 4,1 % de cette superficie correspond à des surfaces d'habitat ou d'infrastructure, 79,6 % à des surfaces agricoles, 16,3 % à des surfaces boisées et 0,0 % à des surfaces improductives .

## Histoire
Au Moyen Âge, le domaine de Clavaleyres appartenait au prieuré de Villars-les-Moines, étant comme lui rattaché en 1484 à la paroisse de Morat. Devenu bernois peu avant la Réforme en 1527, rattaché en 1535 à la seigneurie de Villars-les-Moines, Clavaleyres revint à Fribourg en 1798, puis au canton de Berne en 1807.
Depuis 2013 la commune collabore activement avec la commune fribourgeoise de Morat pour tout ce qui concerne les services comme les pompiers, l'école, etc. Depuis 2013, les deux communes entament un processus de fusion après deux refus de fusion avec la commune bernoise de Villars-les-Moines. En février 2016, le Grand Conseil fribourgeois donne un préavis favorable à la fusion .
Lors de la votation populaire du 9 février 2020, les citoyens fribourgeois ont accepté à 96,20 % et les citoyens bernois ont également accepté à 89,04 % le transfert de la commune de Clavaleyres du canton de Berne vers le canton de Fribourg ainsi que la fusion de cette dernière avec la commune de Morat ,. Le 1er décembre 2020, le Conseil des États approuve le transfert . Le 7 décembre 2020, le Conseil National approuve par 184 contre 1 le transfert ,. Le transfert est effectif le 1er janvier 2022. À la même date, la commune est intégrée à la ville de Morat.

## Démographie
Selon l'Office fédéral de la statistique, Clavaleyres possède 52 habitants en 2008 . Sa densité de population atteint 53 hab./km2.
Le graphique suivant résume l'évolution de la population de Clavaleyres entre 1850 et 2008  :